# Goal (série télévisée)
Pour les articles homonymes, voir Goal.
Goal est une série télévisée française en 39 épisodes de 26 minutes. Elle a été diffusée à partir du 11 mai 1992 sur Antenne 2.

## Synopsis
Cette série se déroule dans un centre d'entraînement de jeunes footballeurs, inspiré de Clairefontaine.
Coréalisée par Rinaldo Bassi, Nicolas Cahen, Roger Kahane, Christiane Lehérissey et Christiane Spiero cette série a révélé, entre autres, Frédéric Diefenthal et Édouard Montoute, plus tard à l'affiche de la tétralogie Taxi. À noter la présence comme entraîneur, de l'ex-sélectionneur de l'équipe de France, Michel Hidalgo, ainsi que celle de l'ancien gardien de but international Joël Bats.

## Distribution
- Laurent Bateau : Olivier Reignier
- Philippe Durand : Richard Garcia
- Édouard Montoute : Karim Keita
- Frédéric Diefenthal : Luis Hernandez
- Jean-Marie Rollin : Bruno Simon
- Ludovic Van Dorm : Benoît Janvier
- Bob Nagel : Michael Murdoch
- Jeffrey Ribier : Salim Manaoui
- Jacques Bouanich : Marc Duroy
- Mario Pecqueur : Fadeuil
- Vanessa Lhoste : Virginie
- Florence Rougé

- Jean-Marie Rollin : Bruno
- Claude Kagan : Mikell